# Casa de Ivory McKusick
La casa de Ivory McKusick es una casa histórica en la ciudad de Stillwater, en el estado de Minnesota (Estados Unidos). Fue terminada en 1872 por Ivory McKusick (1827-1906). Fue incluido en el Registro Nacional de Lugares Históricos en 1982 por tener importancia local en los temas de arquitectura y comercio. Fue nominado como un ejemplo sorprendente de la arquitectura estilo Segundo Imperio en la región y por sus asociaciones con una familia notable en los primeros tiempos de Stillwater. McKusick había construido su riqueza a través de la industria maderera y los contratos gubernamentales durante la Guerra de Secesión. Su hermano mayor, John, había ayudado a establecer el primer aserradero en las cercanías en 1843, nombró y planificó la comunidad que creció a su alrededor en honor a su ciudad natal en Maine, y fue su primer alcalde.

## Descripción
La documentación oficial del Registro Nacional de Ivory McKusick House da una fecha de construcción de 1868. Sin embargo, una investigación más reciente de la Sociedad Histórica del Condado de Washington afirma que la casa comenzó como una estructura de un piso en 1866 y se amplió en 1872 con el ala de dos pisos que ahora sirve como fachada principal. Los elementos arquitectónicos del Segundo Imperio incluyen el techo abuhardillado con buhardillas de arco redondo y numerosos soportes ornamentados. Estos soportes adornan los capós de las ventanas en las buhardillas y el primer piso, mientras que soportes aún más grandes con colgantes sostienen los amplios aleros y el capó sobre la puerta principal. El pesado techo abuhardillado estaba muy de moda en ese momento. Un friso estampado se envuelve debajo de la línea del techo y se repite en la decoración alrededor de una ventana salediza en el alzado lateral. Los elementos decorativos son más simples en el alerón trasero original y faltan por completo en un ala de servicio de dos pisos agregada a la esquina noroeste de la casa en algún momento antes de 1888.
En su libro Historic Homes of Minnesota, Roger G. Kennedy critica la casa como un ejemplo de un "esfuerzo arduo y fallido hacia la monumentalidad". Al describir los ejemplos de arquitectura del Segundo Imperio de Minnesota, dijo: "En el peor de los casos, hacía que las casas pequeñas parecieran niños luchando por mirar desde debajo del sombrero de sus padres".

## Historia
La familia McKusick procedía de Maine y, finalmente, cuatro hermanos se asentarían en Stillwater: John, Ivory, Jonathan y Noah. John llegó primero, en 1840, después de haber viajado por los territorios de Illinois, Iowa y Wisconsin en busca de oportunidades en la industria de la madera. Al encontrar una ubicación prometedora en la orilla oeste del río St. Croix, él y tres socios comerciales abrieron un aserradero allí en 1844. Pronto creció una ciudad alrededor del molino, densamente poblada por otros colonos de Maine.
Ivory McKusick llegó en 1847, inicialmente trabajando en el molino de John y luego de forma independiente. En 1854 se casó con su esposa Sofía, con quien tendría tres hijos. En 1864 dejó Stillwater y ayudó a construir Fort Wadsworth en el Territorio de Dakota, regresando al año siguiente. En 1867 fue nombrado Agrimensor General de una sección de Minnesota. Por esta época hizo construir su casa con vistas al río St. Croix. Después de 1875, Ivory McKusick tenía intereses comerciales en la madera, el almacenamiento y la fabricación de implementos agrícolas.
Varios de los primeros madereros del valle se sintieron motivados a construir casas monumentales y elaboradas para presumir de su éxito en la industria. Además de Ivory McKusick House, otras casas de pioneros de la industria incluyen Roscoe Hersey House, Captain Austin Jenks House y Albert Lammers House. Estas casas también están incluidas en el Registro Nacional.